# Sten Lennart Kollberg
 Sten Lennart Kollberg är en litterär figur skapad av Maj Sjöwall och Per Wahlöö, som Martin Becks närmaste kollega och goda vän, i serien Roman om ett brott. Författarna har valt att lägga till Sten som extra förnamn till Lennart Kollberg. Detta för att särskilja honom från skådespelaren och regissören Lennart Kollberg.

## Biografi och förekomster

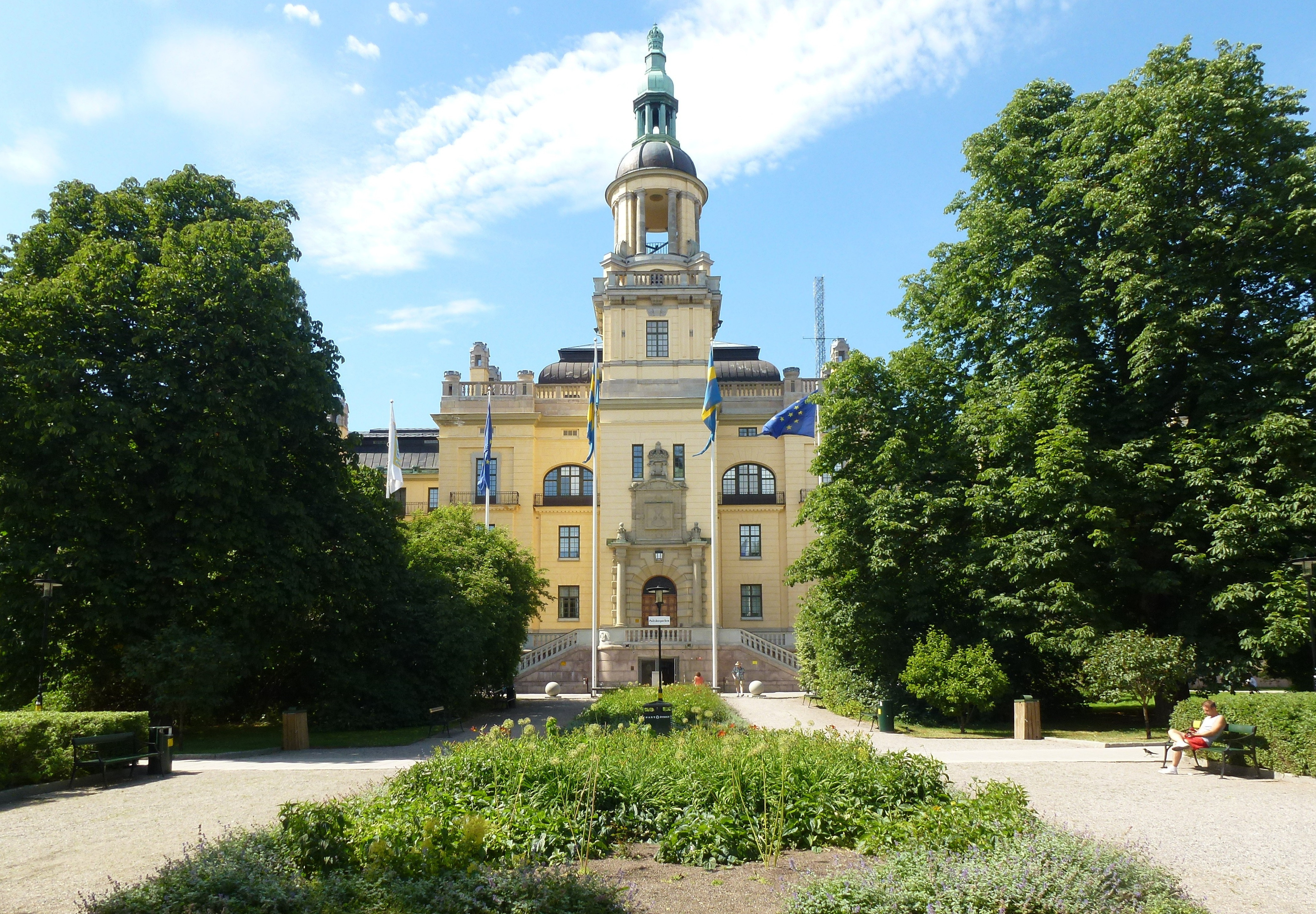
Stockholms gamla polishus, fasad och Polishusparken, sedd från söder.

Sten Lennart Kollberg är  född 1924 och började i poliskåren 1946. Han förekommer i den första boken, Roseanna  i serien Roman om ett brott (1965).
Kollberg är sedan 1966 gift med Gun, född 1938, i ett lyckligt äktenskap. De är bosatta vid Palandergatan i Skärmarbrink i södra Stockholm. De får tillsammans två barn, dottern Bodil, född 1967, och sonen Joakim, född 1970.
Lennart Kollberg är redig, röker inte, spelar schack och har en lättläst handstil. Han är intelligent och analytisk. Som tidigare fallskärmsjägare är han långt mer kvick i vändningarna och skicklig på att försvara sig mot fysiska angrepp än vad hans överviktiga kropp ger sken av. Kollberg är bildad och beläst, snobbar lite grann med att slänga ur sig litterära citat. Han kännetecknas av en osedvanligt god aptit. Kollberg vägrar konsekvent att bära vapen sedan han som ung polis råkat skjuta ihjäl en människa.
På grund av en tilltagande antipati gentemot polisväsendet och dess militarisering, lämnar Lennart Kollberg in sin avskedsansökan till Rikspolisstyrelsen i den nionde boken, Polismördaren från 1974. Även efter det att Kollberg har lämnat poliskåren, tas hans tjänster och erfarenhet i bruk som rådgivare till Martin Beck. Detta sker i den tionde och sista boken – Terroristerna (1975).
I januari 1975 är Marin Beck och Rhea Nielsen hemma hos paret Kollberg på Palandergatan i Skärmarbrink. De sitter tillsammans och har ätit och druckit gott. De spelade ett spel som kallas "att göra korsord", som verkade vara väldigt enkelt. Kollberg och Beck minns tillbaka på hur det var i poliskåren för tio år sedan.

## Skådespelare

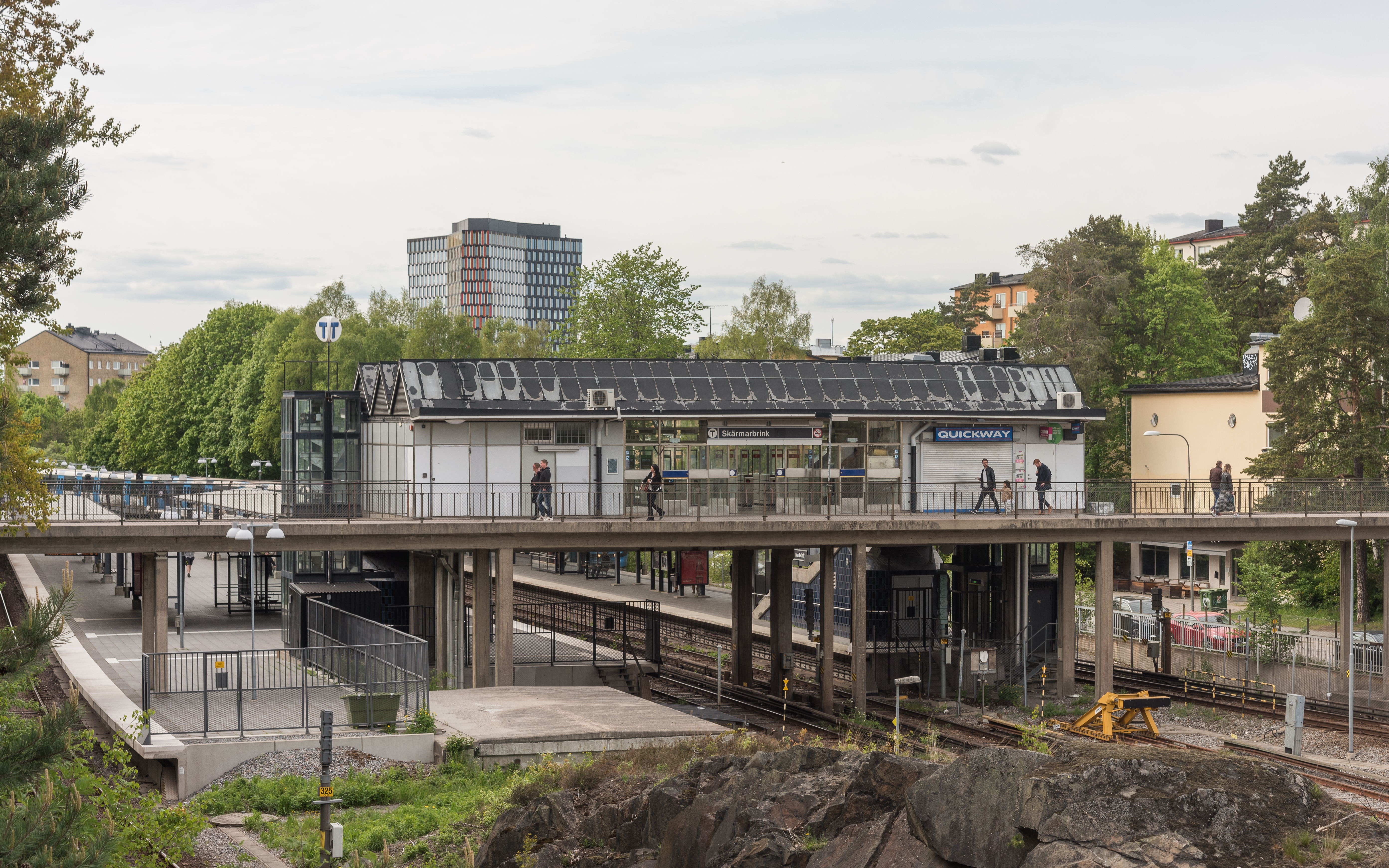
Strax öster om tunnelbanestationen Skärmarbrink ligger Palandergatan i Johanneshov, där familjen Kollberg bodde, enligt Roman om ett brott.

Rollen som Lennart Kollberg spelades av Hans Bendrik i "Roseanna" (1967), av Sven Wollter i "Mannen på taket" (1976), av Lasse Strömstedt i Mannen som gick upp i rök (film) (1980) och av Kjell Bergqvist i Ekman-filmerna. Han figurerar inte i Haber-filmerna; dock omnämns han, som en före detta kollega, i den första av dessa filmer, "Lockpojken" från 1997